# Carlsberg Hovedkontor
Carlsberg Hovedkontor var en 88 meter høj kontorbygning beliggende på Ny Carlsberg Vej 100 i Carlsberg Byen på Vesterbro i København og har siden 1997 fungeret som bryggerikoncernen Carlsbergs hovedsæde. Nedrivning af bygningen startede i 2020.
Bygningen blev oprindelig opført som silo 1962-1965 i forbindelse med et tilstødende malteri efter tegninger af kgl. bygningsinspektør Svenn Eske Christensen. Siloens øverste etage blev oprindelig indrettet som besøgsafdeling, men blev aldrig taget i brug. Da malteriet ophørte produktionen i 1994, blev den øverste halvdel af siloen og størstedelen af malteribygningen indrettet til sæde for Carlsbergs koncernadministration og direktion.
Omdannelsen fra silo til kontorbygning blev varetaget af PLH Arkitekter. Malteriet rummede derefter mødesal, kantine og kontorer. Siloens nederste 11 etager fungerede stadig som silo frem til Carlsbergs udflytning af produktionen, mens de øverste ni etager blev bygget om til kontorer.
Bygningen rummede samlet 22 etager, og med sine 88 meter var den den næst højeste etageejendom i Københavns Kommune, den blev overhalet af Bohrs Tårn i 2017. Den har siden 1997 været Danmarks højeste kontorbygning, og med Carlsbergs lysende logo monteret øverst på gavlene var den et vartegn for området. Nedrivning startede i 2020 med en sjælden metode, hvor maskiner på toppen tog bidder som blev dumpet inde i tårnet.